# Ctenium planifolium
Ctenium planifolium är en gräsart som först beskrevs av Jan Svatopluk Presl, och fick sitt nu gällande namn av Carl Sigismund Kunth. Ctenium planifolium ingår i släktet Ctenium, och familjen gräs. Inga underarter finns listade i Catalogue of Life.